# 馬里昂 (愛荷華州)
馬里昂（英語：Marion）是一個位於美國愛荷華州林縣的城市。

## 地理
馬里昂的座標為42°02′16″N 91°45′35″W / 42.03778°N 91.75972°W，而該地的平均海拔高度為260米（即850英尺）。

## 人口
根據2010年美國人口普查的數據，馬里昂的面積為41.60平方千米，當中陸地面積為41.57平方千米，而水域面積為0.03平方千米。當地共有人口34768人，而人口密度為每平方千米835人。